# Xã Shannon, Quận Atchison, Kansas
Xã Shannon (tiếng Anh: Shannon Township) là một xã thuộc quận Atchison, tiểu bang Kansas, Hoa Kỳ. Năm 2010, dân số của xã này là 1.282 người.